# 龍岡信熊
龍岡 信熊（たつおか しんくま、安政2年12月16日〈1856年1月23日〉 - 1940年〈昭和15年〉7月27日）は、日本の警察官、政治家。函館区長(第8代)、函館支庁長（初代）、小樽区長、小倉市長（第4代）などを務めた。

## 人物
薩摩国薩摩郡平佐村（現薩摩川内市）に生まれる。明治8年、警察官（四等巡査）になり第五方面勤務となる。西南戦争では植木口警視が率いる一番小隊の伍長を任される。明治17年に28歳で那覇警察署長となると、さらに2年後の明治19年には沖縄県警察 トップの警部長（本部長）にまでに昇りつめ、以後、宮崎県警察部、岡山県警察部、滋賀県警察部、佐賀県警察部各部の警部長を歴任した。その後は石川県書記官及び石川県参事会員を経て台湾へ渡り、台北県書記官や台湾総督府法院の高等法院検察官などを務めた。明治29年、帰朝すると函館市の前身である函館区の区長に任じられる。明治30年の勅令により函館支庁が設置されるとその長に補され長らくその職にあったが、明治42年8月、小樽区長になるため職を辞した。区長を大正元年まで約3年ほど務めたのち九州福岡へと移り、任期満了となる末弘直方小倉市長の後任候補に推されて立候補し、当選した。
退官後は1921年（大正10年）10年に厚岸町に移り、厚岸電燈会社嘱託および政友会支部顧問を歴任した。

## 経歴
- 1871年（明治4年）
  - 8月 - 近衛第一大隊第八番小隊兵卒へ編入[1]
  - 1873年（明治6年）
  - 3月 - 解隊[1]
- 1875年（明治8年）
  - 6月8日  - 任 四等巡査、第五方面第一署詰[1]
  - 9月23日  - 任 三等巡査[1]
  - 12月20日  - 第五方面第三分署詰[1]
- 1876年（明治9年）
  - 1月18日  - 任 二等巡査[1]
- 1877年（明治10年）
  - 3月12日  - 西南戦争にて植木口警視一番小隊伍長に任ぜらる[1]。
  - 10月13日  - 任 一等巡査[1]
- 1878年（明治11年）
  - 2月7日 - 依願免職[1]
  - 12月4日  - 任 二等巡査[1]
- 1879年（明治12年）
  - 3月5日  - 任 一等巡査[1]
  - 6月2日 - 任 警部試補[1]
- 1880年（明治13年）6月9日 - 依願免本官[1]
- 1883年（明治16年）11月17日 – 任 警察署書記、浅草田町警察署詰[1]
- 1884年（明治17年）
  - 4月9日 – 任 沖縄県警部[1]
  - 5月16日 – 那覇警察署長 拝命[1]
- 1886年（明治19年）
  - 8月9日 – 地方官官制改正、任 沖縄県警部[1]
  - 9月8日 – 警察本部第二課長 拝命[1]
  - 10月12日 - 任 沖縄県警部長[1][4]
- 1888年（明治21年）4月12日 - 任 宮崎県警部長[1][5]
- 1889年（明治22年）10月22日 - 任 岡山県警部長[1][6]
- 1891年（明治24年）5月16日 - 任 滋賀県警部長[1][7]
- 1892年（明治25年）8月19日 - 任 佐賀県警部長[1][8]
- 1893年（明治26年）
  - 3月18日 - 任 石川県書記官[1][9]
  - 4月10日 - 石川県参事会員 拝命[10]
- 1895年（明治28年）
  - 5月19日 - 石川県書記官依願免本官[1][11]
  - 5月21日 - 台北県書記官心得[1]
  - 10月1日 - 第一課長[1]
  - 10月21日 - 台湾総督府法院彰化支部審判官 兼務[1]
  - 10月26日 - 第二課長兼務[1]
- 1896年（明治29年）
  - 4月21日 – 任 台北県書記官[1][12]
  - 5月13日 - 兼任 台湾総督府法院検察官[1][13]、補 高等法院検察官[1][14]
  - 7月25日 - 任 北海道庁書記官 兼 函館区長[1][15]
- 1897年（明治30年）11月5日 – 任 北海道庁支庁長、補 函館支庁長 兼 亀田支庁長[1][16]
- 1898年（明治31年）
  - 8月29日 - 非職。[1][17]
  - 11月29日 - 復職。補 函館支庁長 兼 亀田支庁長[1][18]
- 1899年（明治32年）10月1日 – 補 函館支庁長[1][19]
- 1909年（明治42年）8月10日 - 函館支庁長依願免本官[1][20]、小樽区長 就任[1][21]
- 1911年（明治44年）12月27日 - 小樽区長 辞任[1]
- 1912年（大正元年）9月27日 - 小倉市長 就任[22]
- 1916年（大正5年）9月26日 - 退任

## 栄典・授章・授賞
位階
- 1887年（明治20年）3月25日 - 正八位[1][23]
- 1892年（明治25年）1月21日 - 正七位[1][24]
- 1893年（明治26年）12月16日 - 従六位[1][25]
- 1895年（明治28年）11月20日 - 正六位[1][26]
- 1901年（明治34年）10月30日 - 従五位[1][27]
- 1907年（明治40年）7月20日 - 正五位[1][28]
- 1909年（明治42年）9月20日 - 従四位[1][29]

勲章等
- 1879年（明治12年）6月2日 - 勲八等白色桐葉章[1]
- 1887年（明治20年）5月27日 - 勲七等青色桐葉章[1][30]
- 1891年（明治24年）6月27日 - 勲六等瑞宝章[1][31]
- 1895年（明治28年）11月18日 - 明治二十七八年従軍記章[1]
- 1896年（明治29年）3月31日 - 勲五等瑞宝章[1][14]
- 1904年（明治37年）12月27日 - 勲四等瑞宝章[1][32]
- 1906年（明治39年）4月1日 - 旭日小綬章・明治三十七八年従軍記章[1][33]
- 1915年（大正4年）11月10日 - 大礼記念章[34]